# Маргарет Райли
Маргарет Райли, родена Хопър (4 май 1804 - 16 юли 1899), е английска ботаничка. Тя изучава папрати и е първата жена британски птеридолог.

## Живот
Родена е в Касъл Гейт, Нотингам на 4 май 1804 година в семейството на Ричард и Маргарета Хопър. Омъжва се за Джон Райли през 1826 година и се мести в Нотингам, където живее до края на живота си. 
Маргарет Райли и съпругът й работят заедно като птериолози, изучаващи папрати. И двамата са членове на Ботаническото дружество в Лондон – той от 1838 година, а тя от 1839 година. 
Тя преустановява ботаническите си изследвания, когато овдовява през 1846 година.

## Наследство
Кратерът Райли на планетата Венера е кръстен на Маргарет Райли. 

## Творчество
Публикациите на Маргарета Райли включват:
- За британския род Cystea (1839)
- За отглеждането на папрати от семена, с предложения за тяхното отглеждане и подготовка на пробите (1839)
- Polypodium, Dryopteris и calcareum (1841)

## Препратки
- Мери RS Creese: Дами в лабораторията? Американски и британски жени в науката, 1800-1900: Проучване на техния принос към изследванията, Лондон, 1998 г.